# Камолетти, Джон
Джон Камолетти (англ. John итал. Camoletti; 23 мая 1848, Картиньи — 31 июля 1894, Женева) — швейцарский архитектор.
Окончил Парижскую школу изящных искусств, в 1872 году открыл в Женеве собственное архитектурное бюро, в 1884—1894 годах работал вместе со своим младшим братом Марком (дедом известного драматурга). Автор ряда жилых и доходных домов в Женеве и окрестностях, частично реализованного плана Национальной выставки в Женеве (1896) и др. Наиболее известная постройка Камолетти — концертный зал Виктория-холл в Женеве. В 1886—1890 ггодах — член муниципального совета Женевы.